# عابل (الطفيلة)
عابل منطقة سكنية تقع في لواء قصبة الطفيلة، محافظة الطفيلة في الأردن. تنتمي المنطقة لقضاء الطفيلة الذي يضم 26 منطقة. يقدر عدد سكانها بـ 1098 نسمة حسب إحصاء 2015.

## الوصلات الخارجية
- دائرة الاحصاءات العامة